# Andreasbrunnen (Deidesheim)
Der Andreasbrunnen (pfälzisch: Andresebrunne) auf dem Marktplatz der pfälzischen Landstadt Deidesheim ist eine Brunnenanlage, die als schützenswertes Kulturdenkmal gilt. Er ist benannt nach dem Deidesheimer Politiker und Winzer Andreas Jordan (1775–1848).

## Geschichte
Der Brunnen wurde vom Deidesheimer Bürgermeister Ludwig Andreas Jordan und seiner Familie zu Ehren seines Vaters Andreas Jordan gestiftet, der von 1819 bis 1834 ebenfalls Bürgermeister von Deidesheim war. Am 25. September 1851 wurde der Brunnen mit Musik und Böllerschüssen eingeweiht. Der Deidesheimer Politiker Franz Peter Buhl hielt die Festrede. Lange Zeit wurde der Brunnen alljährlich zum Andreastag (30. November) geschmückt, und alle Schulkinder Deidesheims erhielten aus einer Stiftung der Familie Jordan an diesem Tag eine Brezel.

## Anlage
Der gusseiserne Brunnen ist mit grüner Farbe bestrichen. Sein Trog ist achteckig und steht auf einer niedrigen, ebenfalls achteckigen Stufe aus Sandstein. Jede der acht Seitenaußenwände des Brunnenbeckens ist mit je drei Kassetten versehen, die ein Blattmotiv einrahmen – bis auf die mittlere Kassette der Außenwand, die nach Westen zeigt, sie trägt folgende Inschrift:
Diese Brunnenleitung

der Stadt

Deidesheim

gewidmet zum Andenken

an ihren Mitbürger

Andreas Jordan

von dessen Kindern.

1 8 5 1
Der Stock des Brunnens hat zwei Schalen, deren untere, größere von vier Delfinen getragen wird; darunter ist ein Podest, verziert mit acht wasserspeienden Löwenköpfen, die zu den acht Seiten des Brunnentrogs ausgerichtet sind. Die obere, kleinere Schale ruht auf einer kannelierten Säule. Der Andreasbrunnen wurde von der Eisengießerei Gienanth in Eisenberg gefertigt und ist Vorbildern der italienischen Hochrenaissance nachempfunden. Er zählt zu den bedeutendsten Zeugnissen des Eisengusses in der Pfalz.